# Liebeslieder-Walzer
I Liebeslieder-Walzer, Op. 52: 18 Liebeslieder-Walzer, è un ciclo di lieder per quattro voci (soprano, contralto, tenore e basso) e pianoforte a quattro mani, composto da Johannes Brahms nel 1868-1869.
Il quartetto vocale viene impiegato in modo diverso a seconda della scelta del compositore. Alcuni brani sono interamente condotti in quattro parti; altri oppongono una voce alle altre tre o a due a due; altri ancora sono scritti per due parti o per una voce solista.

## Storia
La fusione - non molto consueta nel XIX secolo - di polifonia vocale, ritmo di danza e accompagnamento strumentale ha un lontano archetipo nelle canzoni a ballo del Cinquecento, come ad es. i celebri Balletti con li suoi versi, per cantare, sonare & ballare (Venezia, 1591 e 1594), a 5 e a 3 voci, con vari strumenti, del lombardo Giovanni Giacomo Gastoldi; composizioni che a loro volta, come altre del medesimo genere, sono riconducibili alle canzoni e ballate profane a più voci del Quattrocento fiammingo. I Balletti di Gastoldi ebbero all'epoca - ma anche molto dopo la scomparsa dell'autore - una tale diffusione, tanto in Italia come in vari Paesi d'Europa, da avere, per es. in Germania, una notevole influenza sui Tanzlieder di Hans Leo Hassler o di Valentin Haussmann.
I precursori più immediati dei Liebeslieder Walzer si possono invece ravvisare tanto nello Spanisches Liederspiel op. 74 sia soprattutto nella raccolta degli Spanische Liebeslieder op. 138 di Robert Schumann (1849), questi ultimi per quattro voci e duo pianistico, dove tuttavia l'intero quartetto vocale si presenta soltanto nell'ultimo (10°) numero (Dunkler Lichtglanz, blinder Blick) e i brani non sono improntati a un tempo di danza che ne costituisca il ritmico filo conduttore.
Fra tutti i Lieder a quattro voci composti da Brahms (una sessantina in tutto), questi piccoli capolavori sono stati spesso erroneamente considerati "musica facile", soprattutto per via dell'adozione del tempo di walzer. Essi in realtà sono tali soltanto in apparenza, rivelandosi - ad una più approfondita indagine - delle squisite miniature: autentici gioielli della cosiddetta Hausmusik dell'epoca romantica, che sono rimasti oltretutto un unicum nella letteratura musicale del tempo.

## Testi
Brahms trasse i testi dei Liebeslieder da Polydora. Ein weltpoetisches Liederbuch, una collezione di antichi e recenti canti d'amore di diversi Paesi, fra cui molti orientali, rielaborati e tradotti in tedesco dalle lingue originali da Georg Friedrich Daumer, e pubblicati nel 1855. Ricerche sui testi condotte da studiosi del Novecento hanno permesso di appurare che alcuni di essi sono stati scritti da Hāfiz, poeta e mistico persiano del XIV secolo (ad es. Finstere Schatten der Nacht, n. 2 dell'op. 65); altri invece (come Ein dunkeler Schacht ist Liebe, Nicht wandle, mein Licht e Es bebet das Gesträuche; n. 16-17-18 dell'op. 52) dal poeta lirico e patriota ungherese Sándor A. Petőfi. L'ultimo dei Neue Liebeslieder op. 65, dal titolo Zum Schluß ("In Conclusione"), è tratto invece dall'Elegia Alexis und Dora (Jena, 1796) di Goethe.

## Prime esecuzioni
Dopo una prima prova pubblica generale a Karlsruhe, il 6 ottobre 1869, in un concerto in cui vennero eseguiti 10 dei 18 Liebeslieder op. 52, l'esecuzione integrale della prima raccolta ebbe luogo a Vienna (Kleiner Redoutensaal) il 5 gennaio 1870. Al pianoforte, Clara Schumann e lo stesso Johannes Brahms. Fra i cantanti spiccavano il soprano wagneriano Marie Louise Dustmann-Meyer, che era anche un'eccellente liederista, e il tenore boemo Gustav Walter, uno degli interpreti più acclamati alla Staatsoper viennese.

## Ispirazione musicale
Benché non vi sia alcuna testimonianza concreta che riveli una precisa fonte di ispirazione, molti commentatori hanno supposto che la prima delle due raccolte, i Liebeslieder op. 52, sia legata all'amore di Brahms per Julie Schumann, terza figlia del compositore e di Clara. Già nel 1861 il musicista amburghese aveva dedicato alla giovinetta, allora sedicenne, le sue Variazioni op. 23 per pianoforte a quattro mani, sul cosiddetto Geister-Thema di Schumann. In una lettera a Clara del 2 febbraio 1868, Brahms, già trentacinquenne, parve voler chiedere la sua mano, sebbene con espressioni molto larvate e alquanto enigmatiche. Julie, tuttavia, non sembrò dare importanza alla sua corte e sposò invece - nel settembre del 1869, lo stesso anno della pubblicazione dell'opus 52 - il conte piemontese Vittorio Radicati di Marmorito.
Nella desolata e drammatica Rapsodia per contralto, coro maschile e orchestra, op. 53, su testo di Goethe, composta subito dopo, è chiaramente palpabile l'eco della cocente delusione del musicista: in una missiva del 1870, che accompagnava la partitura manoscritta inviata a Clara, Brahms non ne fece mistero e, con amara ironia, definì la sua nuova opera: "il mio epitalamio per la contessa Schumann".
D'altro canto, sotto un aspetto specificamente musicale, occorre considerare che Brahms aveva già pubblicato, nel 1867, i 16 Walzer per pianoforte a quattro mani (op. 39). I Liebeslieder rispecchiano il suo desiderio di cimentarsi - in quel medesimo genere in cui aveva incontrato il plauso tanto del pubblico come della critica - in una composizione ora più complessa e articolata, suscettibile di maggiori chances inventive e combinatorie, consentite dalla presenza del quartetto vocale insieme al pianoforte. Il protratto interesse dell'autore risulta poi più evidente con l'aggiungersi, alcuni anni dopo, dei Neue Liebeslieder op. 65, ancor più rifiniti ed elaborati rispetto alla prima serie, e per altro non più riconducibili, a quel punto, ad una circostanza biografica sentimentale.

## 18 Liebeslieder Walzeropus 52
1. Rede, Mädchen, allzu liebes
2. Am Gesteine rauscht die Flut
3. O die Frauen (Tenore e Basso)
4. Wie des Abends schöne Röte (Soprano e Alto)
5. Die grüne Hopfenranke
6. Ein kleiner, hübscher Vogel
7. Wohl schön bewandt war es (Soprano o Alto)
8. Wenn so lind dein Auge mir
9. Am Donaustrande
10. O wie sanft die Quelle
11. Nein, est ist nicht auszukommen
12. Schlosser auf, und mache Schlösser
13. Vögelein durchrauscht die Luft (Soprano e Alto)
14. Sieh, wie ist die Welle klar (Tenore e Basso)
15. Nachtigall, sie singt so schön
16. Ein dunkeler Schacht ist Liebe
17. Nicht wandle, mein Licht  (Tenore)
18. Es bebet das Gesträuche

## Versioni, trascrizioni e imitazioni
Data la grande popolarità raggiunta - dovuta al fascinoso e continuamente mutevole tempo di walzer (o di Ländler), alle seducenti melodie (ispirate assai più a Schubert e al Volkslied tedesco che non a Johann Strauß jr.) e alle ingegnose combinazioni ritmiche, armoniche e contrappuntistiche delle quattro voci (Brahms stesso scrisse in una lettera al suo editore Simrock: So fein arbeitet man nicht jedesmal, "Non si compone sempre in modo così raffinato") - esistono molte versioni e trascrizioni dei Liebeslieder. Dell'opus 52, una versione approntata dal compositore e pubblicata nel 1874 (op. 52a) è per pianoforte a quattro mani, senza il quartetto vocale, con alcune aggiunte e modifiche, e un'aumentata complessità nelle linee originali del pianoforte. L'anno seguente, Brahms pubblicò anche una versione per voci con pianoforte solo.
Il direttore d'orchestra Ernst Rudorff, con la mediazione di Clara Schumann, riuscì a convincere il musicista a realizzare un arrangiamento per voci e piccola orchestra, destinato a un'esecuzione che ebbe luogo nel 1870 (la partitura fu però pubblicata postuma, molti decenni dopo, dall'editore Peters di Lipsia, nel 1938). Questa trascrizione orchestrale presenta una scelta di 8 fra i Liebeslieder op. 52: nell'ordine i numeri 1, 2, 4, 5, 11, 8, 9, 6; e in più, fra il n. 5 e il n. 11, il Lied Nagen am Herzen, una prima versione di quello che sarebbe poi diventato il n. 9 dei Neue Liebeslieder
Nel 1889, il compositore, arrangiatore e violinista Friedrich Valentin Hermann creò una trascrizione dei Liebeslieder Walzer per soli archi. Esiste pure l'uso, dal tempo delle prime esecuzioni fino ai giorni nostri, di eseguire talvolta questi brani con un piccolo coro misto al posto delle quattro voci soliste.
Come tutte le composizioni di grande successo, i Liebeslieder ebbero nel tempo diverse imitazioni, senza che nessuna di esse, però, sia mai riuscita a pareggiare o addirittura superare le qualità e la bellezza dell'originale. Tra le altre, se ne possono citare almeno due, ad essi chiaramente ispirate: il Liebesliedspiel in Walzerform per coro misto e pianoforte (op. 6) e il Liederreigen per quattro voci e pianoforte (op. 17) di un musicista che fu grande amico di Brahms a Vienna: Richard Heuberger.

## Discografia essenziale
- J. Brahms, Liebeslieder (e una scelta dai Quartetti vocali op. 64 e 92) Latvian Radio Choir, dir. Sigvards Kjava. Dace Kjava, Aldis Liepins, duo pianistico (CD Ondine, 2017).
- J. Brahms, Liebeslieder-Walzer op. 52 & 65 (con i 3 Quartetti vocali con pf. op. 64). Marlis Petersen (S), Stella Doufexis (A), Werner Güra (T), Konrad Jarnot (Bar.); Christoph Berner, Camillo Radicke, duo pianistico. (CD Harmonia Mundi, 2007).
- J. Brahms, Liebeslieder Walzer op. 52 & 65 (e Spanische Liebeslieder op. 138 di Schumann). Barbara Bonney (S), Anne-Sophie von Otter (A), Kurt Streit (T), Olaf Bär (B). Helmut Deutsch, Bengt Forsberg, duo pianistico (CD EMI Classics, live recording, Edinburgh International Festival, 1994).
- J. Brahms, Liebeslieder Walzer op. 52 & 65 (e Drei Quartette op. 64). Edith Mathis (S), Brigitte Fassbaender (A), Peter Schreier (T), Dietrich Fischer-Dieskau (B). Karl Engel, Wolfgang Sawallisch, duo pianistico (LP e CD Deutsche Grammophon, 1983).
- J. Brahms, Liebeslieder Walzer op. 52a & op. 65a (versione per solo pianoforte a 4 mani). Barbara Rizzi, Antonio Nimis, duo pianistico. (CD "Guarda l'onda come è chiara". Poesia e musica nei Liebeslieder di Johannes Brahms. Lettura dei testi in lingua italiana di Quirino Principe, traduttore e voce recitante. TauKay Ed. Musicali, 2007).
- J. Brahms, Liebeslieder Walzer op. 52 & 65. Irmgard Seefried (S), Raili Kostia (A), Waldemar Kmennt (T), Eberhard Waechter (B). Erich Werba, Günther Weissenborn, duo pianistico (LP mono, Deutsche Grammophon, 1963; fuori catalogo).